# Sebastiano Nata
Sebastiano Nata, pseudonimo di Gaetano Carboni (Roma, 11 giugno 1955), è uno scrittore italiano.

## Biografia
Vive a Roma, ma ha trascorso diversi periodi all'estero, specie in Europa e in America Latina. Laureato in scienze politiche, è stato Executive Vice President di MasterCard Worldwide, con responsabilità nel business e poi nella cooperazione con gli organismi umanitari. Attualmente è socio delle Edizioni di Atlantide e animatore del Premio Mastercard Letteratura, che riconosce i migliori autori italiani e finanzia progetti innovativi volti a diminuire le disuguaglianze.
Il suo primo romanzo, Il dipendente (Theoria 1995, Universale Economica Feltrinelli 1997), racconta la discesa agli inferi di un trentenne in carriera. «Fra grottesco e tragedia» ha scritto Angelo Guglielmi «è una delle storie più incisive degli anni novanta».
La resistenza del nuotatore (Feltrinelli 1999) narra invece del rapporto tra un figlio nevrotico che si difende da ogni emozione e un padre in lotta con il proprio declino fisico e psichico. I due uomini alla fine combattono fianco a fianco in uno scambio generoso fra decadenza e rinascita. Il romanzo ha vinto il Premio Lucio Mastronardi Città di Vigevano
Le esperienze di un manager di successo durante una vacanza da un amico, parroco in una delle zone più povere del Brasile, sono invece il tema di Mentre ero via (Feltrinelli 2004). Dopo quel viaggio fra i dannati della terra, il protagonista resta sospeso tra possibilità di un cambiamento autentico e il ritorno alla vita di sempre.
Nel romanzo Il valore dei giorni (Feltrinelli 2010) troviamo due fratelli che incarnano due opposti modi di esistere. Quando la morte spariglia le carte, le distanze tra loro si riducono e per chi sembrava ormai prigioniero di potere e denaro si aprono inaspettate vie verso la libertà.
Con La mutazione (Barney Edizioni 2014), Nata torna a raccontare le vicende di un manager che, in una notte a Miami, si convince di aver sbagliato tutto nella vita, spesa a massimizzare i guadagni per lui e la sua azienda. Eppure, proprio in quelle ore popolate di fantasmi, comincerà a muovere i primi passi per diventare un altro, la persona sconosciuta che si spinge più vicino alla propria verità.
Al centro di Tenera è l’acqua (Atlantide 2020), ci sono due uomini e una donna stretti da un rapporto di amicizia e amore. Costretti a fronteggiare le crisi epocali che sconvolgono il mondo, malgrado perdite e tradimenti, si accorgono che, come per le gare di nuoto nelle quali si cimentano malgrado l’età, quello che conta è resistere qualche metro in più, qualche attimo, continuando a credere che sia ancora possibile toccare il traguardo: volersi bene davvero.
Il protagonista dell'ultimo romanzo, Memorie di un infedele (Bompiani 2023), guarda la sua vita e capisce di averla sperperata. È ricchissimo, ma è solo e malato. La superbia, l'avidità, l'invidia e l'ambizione hanno corroso la sua anima. Però non si arrende, così alla fine intravede una via per un'esistenza meno dissennata, dove gli affetti e il desiderio di conoscere hanno il posto che meritano.

## Opere
- 1995 - Il dipendente, romanzo, Theoria, Roma
- 1999 - La resistenza del nuotatore, romanzo, Feltrinelli, Milano
- 2004 - Mentre ero via, romanzo, Feltrinelli, Milano
- 2010 - Il valore dei giorni, romanzo, Feltrinelli, Milano
- 2014 - La mutazione, romanzo, Barney Edizioni, Siena
- 2020 - Tenera è l'acqua, romanzo, Edizioni di Atlantide, Roma
- 2023 - Memorie di un infedele, romanzo, Bompiani, Milano